# VTOL
VTOL (eng. Vertical take-off and landing) opisuje zrakoplov koji je sposoban uzlijetati i slijetati okomito. U ovu kategoriju spadaju samo nekoliko zrakoplova, dok se helikopteri, autožiri, baloni i zračni brodovi ne svrstavaju u VTOL zrakoplove. Kod pojedinih zrakoplova VTOL način leta kombinira se s uobičajenim uzlijetanjem i slijetanjem (eng. CTOL-Convertional Take-off and Landing) i sposobnosti uzlijetanja i slijetanja na kraćim uzletno-sletnim stazama (eng. STOL-Short Take-Off and Landing). Pojedini zrakoplovi, kojima nije ugrađeno podvozje mogu jedino djelovati u VTOL modu.

## Povijesni razvoj
Godine 1928. Nikola Tesla je osmislio spravu za zračni prijevoz. Teslin "Flivver" bio je jedan od prvih primjera VTOL zrakoplova. 
Krajem Drugog svjetskog rata njemački su znanstvenici istraživali mogućnost izrade VTOL zrakoplova, ali je na kraju sve ostalo samo na papiru. U rane razvojne doprinose spada i Rolls-Royce-ov "Thrust Measuring Rig" iz 1953. iz kojeg je nastao prvi VTOL motor, upotrijebljen na prvom britanskom VTOL zrakoplovu Short SC.1 (1957. godine). Zrakoplov je koristio četiri motora za okomiti uzgon i jedan za pravocrtno kretanje.
Ideja za korištenje jednog motora za postizanje okomitog i vodoravnog leta, mijenjajući smjer potiska, ostvarena je "Bristol Siddeley Pegasus" motorom. Motor je pod raznim kutovima, pomoću pomične ispušne cijevi, usmjeravao izlazni mlaz. Usporedno se radilo i na razvoju konstrukcije zrakoplova. Prvi takav zrakoplov koji je ušao u proizvodnju bio je Hawker Siddeley P.1154.
Harrier najčešće leti u STOVL (eng. Short Take Off and Vertical Landing) modu što mu omogućava nošenje težeg tereta ili više goriva. Indijska mornarica koristi Sea Harriere uglavnom sa svojeg nosača zrakoplova. Američka, talijanska i španjolska mornarica koriste AV-8 Harrier II,  napredniju inačicu Harrier zrakoplova (koji će u SADu i UK biti zamijenjen STOVL zrakoplovom F-35 Joint Strike Fighter.